# Supercopa de San Marino
La Supercopa sanmarinense de fútbol (en italiano: Supercoppa Sammarinese) es una competición fútbolística de San Marino que enfrenta anualmente a los campeones de la liga sanmarinense y de la Copa Titano. Si un equipo hace un doblete (Copa y Liga), el partido de supercopa se disputa entre el campeón de ambos torneos y el subcampeón de la Copa Titano.
Se disputa desde el año 2012 (en reemplazo del Trofeo Federal), a principio de temporada y a partido único.

## Palmarés
| Temporada | Campeón          | Resultado      | Finalista        |
| --------- | ---------------- | -------------- | ---------------- |
| 2012      | La Fiorita       | 1-0            | Tre Penne        |
| 2013      | Tre Penne        | 2-1            | La Fiorita       |
| 2014      | Libertas         | 3-3 (5-4 pen.) | La Fiorita       |
| 2015      | Folgore/Falciano | 2-0            | Murata           |
| 2016      | Tre Penne        | 2-1            | La Fiorita       |
| 2017      | Tre Penne        | 4-0            | La Fiorita       |
| 2018      | La Fiorita       | 1-0            | Tre Penne        |
| 2019      | Tre Fiori        | 2-1            | Tre Penne        |
| 2020      | No se disputó    | No se disputó  | No se disputó    |
| 2021      | La Fiorita       | 3-2            | Folgore/Falciano |
| 2022      | Tre Fiori        | 2-1            | La Fiorita       |
| 2023      | Virtus           | 2-0            | Tre Penne        |
| 2024      | Virtus           | 1-0            | La Fiorita       |

## Títulos por club
| Club             | Títulos | Subtítulos | Años campeón     | Años subcampeón                    |
| ---------------- | ------- | ---------- | ---------------- | ---------------------------------- |
| La Fiorita       | 3       | 6          | 2012, 2018, 2021 | 2013, 2014, 2016, 2017, 2022, 2024 |
| Tre Penne        | 3       | 4          | 2013, 2016, 2017 | 2012, 2018, 2019, 2023             |
| Tre Fiori        | 2       | -          | 2019, 2022       | ----                               |
| Virtus           | 2       | -          | 2023, 2024       | ----                               |
| Folgore/Falciano | 1       | 1          | 2015             | 2021                               |
| Libertas         | 1       | -          | 2014             | ----                               |
| Murata           | -       | 1          | ----             | 2015                               |